# Нава (Леко)
Нава је насеље у Италији у округу Леко, региону Ломбардија.
Према процени из 2011. у насељу је живело 949 становника. Насеље се налази на надморској висини од 555 м.